# Нуман Къртулмуш
Нуман Куртулмуш (на турски: Numan Kurtulmuş) е турски академик и политик. В периода 26 октомври 2008 – 17 октомври 2010 г. председател на Партията на щастието. В периода 2014 – 2017 е вицепремиер на Турция, а в периода 2017 – 2018 г. е министър на културата и туризма на Турция.

## Биография
Нуман Куртулмуш е роден на 23 март 1959 г. в град Юние, вилает Орду.